# Petropedetes
Petropedetes és un gènere de granotes de la família Petropedetidae.
- Petropedetes cameronensis
- Petropedetes johnstoni
- Petropedetes natator
- Petropedetes newtoni
- Petropedetes palmipes
- Petropedetes parkeri
- Petropedetes perreti